# Ким, Владимир Сергеевич
Влади́мир Серге́евич Ким (род. 29 октября 1960, Славянка, Южно-Казахстанская область) — казахстанский предприниматель. Президент и крупный акционер Группы «KAZ Minerals», занимающейся добычей и переработкой цветных и драгоценных металлов. Президент «Казахмыс Холдинг».

## Биография
Родился 29 октября 1960 года в посёлке Славянка (ныне — Мырзакент) Мактааральского района Южном Казахстане, сын корейцев-спецпереселенцев.
Окончил среднюю школу имени А. Пушкина, затем получил высшее образование в Алматинском архитектурно-строительном институте в 1982 году.
В советское время работал инструктором райкома партии Алма-Аты, затем заместителем председателя райисполкома.
После обретения Казахстаном независимости стажировался в Германии, Швейцарии, Северной Корее (на совместном с Южной Кореей предприятии Кэсон), Южной Корее. Кандидат технических наук.
В 1995 году был назначен Управляющим директором и Главным исполнительным директором АО «Жезказганцветмет» и был избран Председателем Совета Директоров данной компании в декабре 2000 года. В 2005 году был избран Председателем Совета Директоров Компании Казахмыс (в 2014 году переименована в KAZ Minerals после завершения реорганизации) до выхода Компании на листинг на Лондонской фондовой бирже.
Покинул пост председателя совета директоров в мае 2013 года, но сохранил членство в совете директоров KAZ Minerals PLC в качестве неисполнительного директора.
Женат, имеет троих детей.
- По версии журнала Forbes на март 2015 году его личное состояние оценивалось в $1,8 млрд (№ 1054 в мире)[7] На 2018 год состояние оценивалось в 3,1 миллиарда долларов, Ким занимал 776-е место в списке[8].

По состоянию на октябрь 2020 года состояние составляло 4,1 миллиарда долларов, что утверждало Кима как самого богатого человека Казахстана по оценке Forbes Kazakhstan.

## Награды
- Орден «Барыс» 1 степени[10]
- Орден святого благоверного князя Даниила Московского II степени (РПЦ, 2015)[11]
- Орден Курмет (2004)
- Орден Назарбаева (2020)[12]